# Arcidiecéze detroitská
Arcidiecéze detroitská (latinsky Archidioecesis Detroitensis) je římskokatolická arcidiecéze na části území severoamerického státu Michigan se sídlem ve městě Detroit a s katedrálou Nejsv. Svátosti v Detroitu. Jejím současným arcibiskupem je Allen Henry Vigneron.

## Stručná historie
V roce 1833 bylo zřízeno rozsáhlé biskupství v Detroitu, z něhož po oddělení několika diecézí vzniklo v roce 1937 metropolitní arcibiskupství.

## Církevní provincie

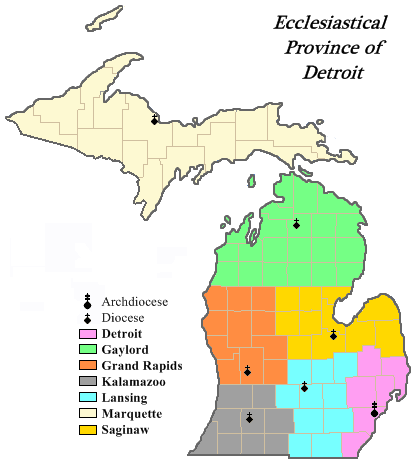
Mapa církevní provincie detroitské

Jde o metropolitní arcidiecézi, která zahrnuje území státu Michigan a jíž jsou podřízena tato sufragánní biskupství:
- diecéze gaylordská
- diecéze Grand Rapids
- diecéze Kalamazoo
- diecéze lansingská
- diecéze Marquette
- diecéze saginawská.